# Musqueam

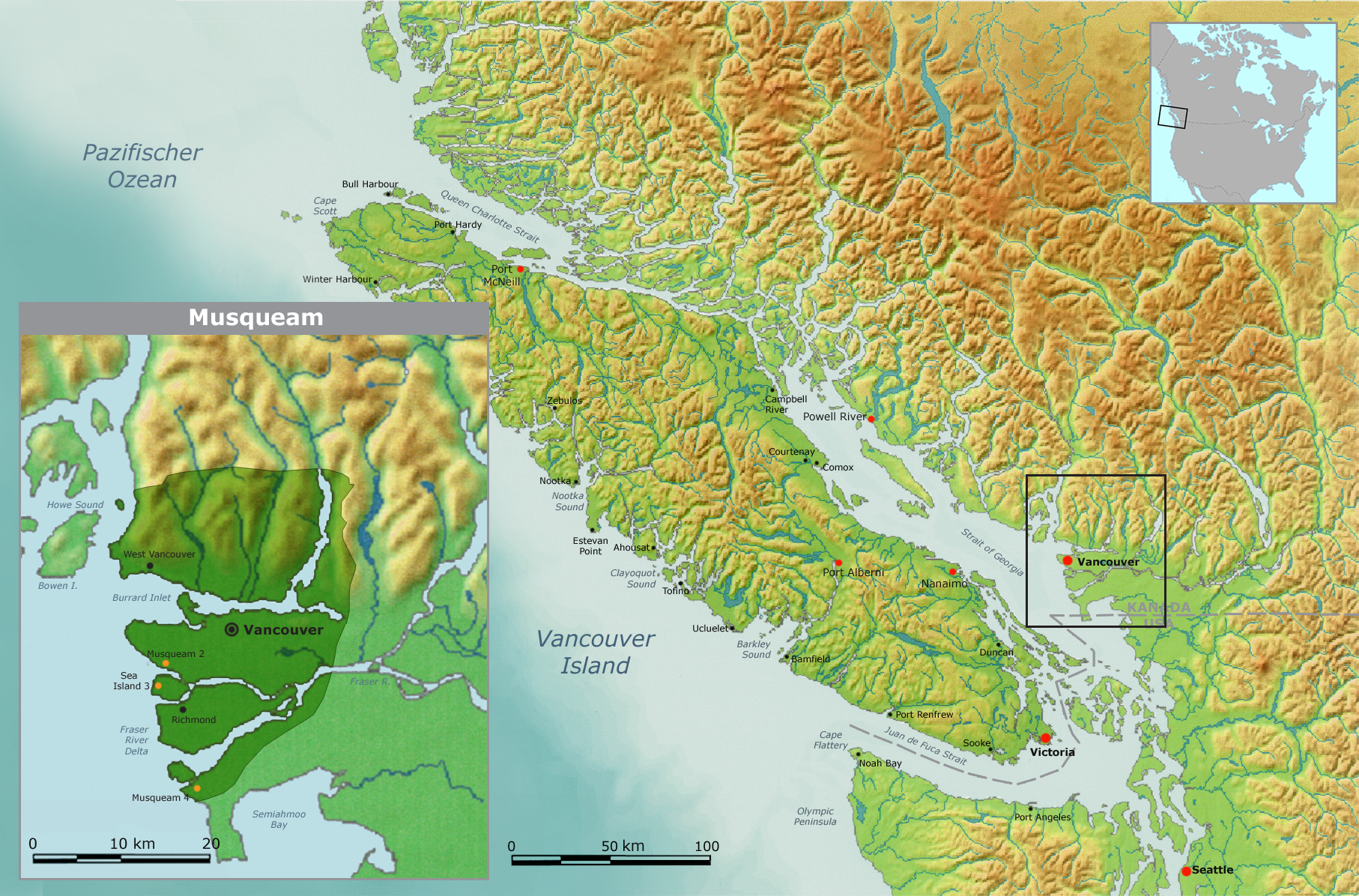
Territoire traditionnel des Musqueam

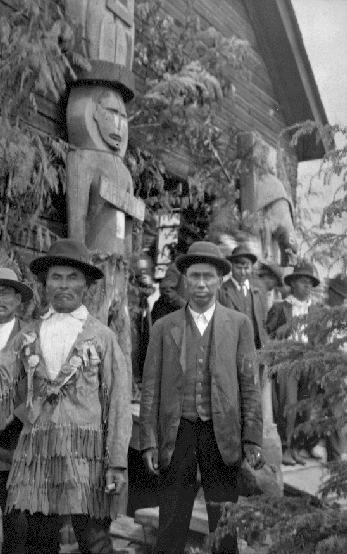
Musqueam avec leur chef devant une maison typique salish, près de Vancouver, Colombie-Britannique.

Les Musqueam (xʷməθkʷəy̓əm, prononcé [ xʷməθkʷəjˀəm] en halkomelem) sont une communauté et une nation autochtone de la Colombie-Britannique (Canada) dont la réserve est située au cœur de la ville de Vancouver.
La langue d'origine des Musqueam est un dialecte de halkomelem, une langue salish. Ce dialecte, écrit hən̓q̓əmin̓əm̓, a pratiquement disparu aujourd'hui.

## Réserves indiennes
Les réserves indiennes suivantes sont administrées la bande musqueam :
- Musqueam Indian Reserve No. 2, située à l’embouchure du fleuve Fraser ;
- Musqueam Indian Reserve No. 3, située à l’est de Canoe Passage près de Westham Island (en) ;
- Sea Island Indian Reserve 3, dans le nord-ouest de Sea Island.